# Topolje
Topolje so naselje v Občini Železniki. Strnjeno naselje na sedlu šteje deset hišnih številk. Prebivalstvo se ukvarja predvsem s kmetijstvom. Veliko je tudi oglarske obrti.